# Trunk (소프트웨어)
trunk는 버전 관리의 파일 트리에서 이름없는 분기이다. 일반적으로 trunk는 프로젝트의 개발단계의 기본을 말한다. 개발자가 trunk 상에서 작업하고 있을 때 trunk는 프로젝트의 맨 마지막 버전을 가진다. 하지만 그 까닭에 가장 불안정한 버전이기도 하다. 그러나 개발 방법에 따라 분기를 통해 개발 버전을 관리하고 trunk를 안정 버전으로 유지하기도 한다.